# 1964
|  | Per a altres significats, vegeu «1933 (emulador)». |

## Esdeveniments
Països Catalans
- 13 de gener: Primera emissió del programa en català Radioscope, de Salvador Escamilla, des de l'estudi Toreski de Ràdio Barcelona.[1]
- 5 de març, Terrassa: Miquel Onandia accedeix a l'alcaldia de la ciutat de Terrassa.
- 14 de setembre, Barcelona: Apareix el primer número de Tele/eXpres, diari independent vespertí, editat en castellà.[2]
- 27 de setembre, Barcelona: se celebra el concurs de castells I Gran Trofeu Jorba-Preciados a l'avinguda del Portal de l'Àngel.
- 23 d'octubre - Cambrils: fundació del Club Nàutic Cambrils.[3]
- 20 de novembre, Sants, Barcelona: funden Comissions Obreres de Catalunya a l'església de Sant Medir.[4]
- Creació de la Cadira Barcino.
- Barcelona: es funda l'Esbart Comtal.[5]

Resta del món
- 3 de gener, Estats Units: es publica el quart número de The X-Men on es produeix la primera aparició de Scarlet Witch i Quicksilver.[6]
- 4 de febrer, Estats Units: té lloc la primera aparició de Daredevil al primer número de la sèrie del mateix nom, publicat per Marvel Comics.[7]
- 28 de febrer, Montevideo, Uruguai: Es funda el grup de música tropical Sonora Borinquen.
- 6 de març, Atenes, Grècia: Constantí II és coronat rei de Grècia.
- 16 d'abril, The Rolling Stones publiquen el seu primer àlbum: The Rolling Stones.[8]
- 26 d'abril, la República de Tanganyika es va unir amb Zanzíbar per formar la República Unida de Tanganica i Zanzíbar, que va canviar el seu nom pel de República Unida de Tanzània.

- 8 d'octubre, Nanquín, Xina: es descobreix l'asteroide (2045) Peking del cinturó principal.[9]
- 15 d'octubre, Unió Soviètica: La troika formada per Leonid Bréjnev, Kossiguin i Podgorni substitueix Nikita Khrusxov al capdavant de l'URSS.[10]

### Premis Nobel
| Camp                  | Guardonats                                                             |
| --------------------- | ---------------------------------------------------------------------- |
| Física                | - Charles H. Townes - Nikolai Bàssov - Aleksndr Mikhàilovitx Prókhorov |
| Química               | - Dorothy Crowfoot Hodgkin                                             |
| Medicina o Fisiologia | - Konrad Emil Bloch - Feodor Felix Konrad Lynen                        |
| Literatura            | - Jean-Paul Sartre                                                     |
| Pau                   | - Martin Luther King                                                   |

## Naixements
Països Catalans
- 1 de febrer - Terrassa, Vallès Occidental: Mercè Paloma i Sánchez, dissenyadora de vestuari i figurinista.[12]
- 8 de març - Barcelona: Sílvia Marsó, actriu catalana.[13]
- 30 de març - Torelló: Bet Font, biòloga i activista política catalana, ha estat diputada al Parlament de Catalunya.[14]
- 3 d'abril:
  - Catarroja, l'Horta: Maria Jesús Yago, filòloga, professora, poetessa valenciana.[15]
  - Oliva, la Safor: Enric Morera, polític valencià.[16]
- 12 d'abril - l'Hospitalet de Llobregat, Barcelonès: Meritxell Borràs i Solé, política catalana.[17]
- 22 d'abril - Maó: Juana Francisca Pons Vila, historiadora i política menorquina, ha estat senadora per Menorca.[18]
- 27 d'abril - Barcelona: Elisenda Pucurull i Caldentey, atleta i maratoniana catalana.[19]
- 13 de maig - Barcelona: Jordi Sànchez i Zaragoza, actor, autor teatral i guionista català.[20]
- 18 de maig - Barcelona: Ignasi Guardans i Cambó, polític català.
- 8 de juliol - Palma: Joan Valent, músic mallorquí.
- 11 de juliol - Palma: Miquela Forteza Oliver, historiadora de l’art i professora mallorquina.[21]
- 15 d'agost - Barcelona: Maria Mercè Cuartiella i Todolí, escriptora i dramaturga catalana.[22]
- 21 d'agost - Ciutadella, Menorca: Esperança Camps Barber, periodista i escriptora menorquina, que ha estat consellera del Govern de les Illes Balears.[23]
- Riudellots de la Selva: Lluís Muntada Vendrell, escriptor.
- Sort: Aleydis Rispa, fotògrafa i professora catalana
- Lleida: Maria Cemeli, artista lleidatana

Resta del món
- 7 de gener, Long Beach, Estats Units: Nicolas Cage, actor de cinema estatunidenc.
- 9 gener, Istanbul, Turquia: Halide Edib Adıvar, escriptora, defensora dels drets de la dona i líder nacionalista turca (n. 1883).
- 12 de gener, Granada: Blanca Li, ballarina i coreògrafa espanyola.[24]
- 17 de gener, Chicago: Michelle Obama, advocada que va ser Primera Dama dels Estats Units entre 2009 i 2017.[25]
- 19 de gener, Xinghua (Xina): Bi Feiyu (Xinès: 毕飞宇), escriptor i guionista de cine i televisió xinès, guanyador del Premi Mao Dun de Literatura de l'any 2011.[26]
- 29 de gener, Badajoz: María José Bueno Márquez, –Pepa Bueno–, periodista espanyola.[27]
- 15 de febrer, Madison (Wisconsin), Estats Units: Chris Farley, actor de cinema estatunidenc.[28]
- 19 de febrer, Washington DC: Jennifer Doudna, investigadora nord-americana, Premi Nobel de Química de 2020.[29]
- 21 de febrer: Cilla Benkö, periodista sueca, directora general de Sveriges Radio.[30]
- 27 de febrer: Beiji-Mohe, Heilonhjiang (Xina): Chi Zijian, escriptora xinesa, guanyadora del Premi Mao Dun de Literatura de l'any 2008 i tres cops del Premi Lu Xun.[31]
- 28 de febrer, Nova Orleans: Fernando del Valle, tenor.
- 7 de març, Los Angeles, Califòrnia: Bret Easton Ellis, escriptor nord-americà.
- 11 de març, Vesanto: Leena Lehtolainen, escriptora finlandesa de novel·la detectivesca.[32]
- 16 de març, Birmingham: Sadie Plant, filòsofa i escriptora anglesa.[33]
- 19 de març, Sendai, Japó, compositora, arranjadora de música per a videojocs i anime.[34]
- 24 de març, París: Chantal Mauduit, destacada alpinista francesa (m. 1998).[35]
- 30 de març: Tracy Chapman, cantant afroamericana.[36]
- 8 d'abril, Zhenjiang, Jiangsu (Xina): Ge Fei, escriptor xinès, Premi Mao Dun de Literatura de 2015.[37]
- 18 d'abril, Boulogne-Billancourt, França: Zazie, cantant i compositora francesa.[38]
- 23 d'abril, Qiryat Bialiq, Israel: Aviv Kochavi, militar israelià. Cap de l'Estat Major de les Forces de Defensa d'Israel desde 2019.[39]
- 25 d'abril, Clarmont d'Alvèrnia: Fadela Amara, activista feminista francesa d'ètnia amazic, fundadora del moviment Ni Putes ni Submises.[40]
- 23 de maig, Istanbul: Ali İsmet Öztürk, pilot turc d'acrobàcia aèria.
- 2 de juny, Bad Nauheim, Hessen:Caroline Link, directora i guionista de cinema alemanya.[41]
- 9 de juny, Dakar: Fatou Guewel, cantant senegalesa.
- 22 de juny, Exeter, Nou Hampshire, Estats Units: Dan Brown, escriptor nord-americà.
- 5 de juliol, 
  - Pamplona: Uxue Barkos Berruezo, periodista i política basca, presidenta del Govern de Navarra de 2015 a 2019.[42]
  - Itàlia: Claudia Chiarelli, taekwondista italiana.[43]
- 9 de juliol, San Francisco: Courtney Love, cantautora, actriu i pintora estatunidenca.[44]
- 3 d'agost, Newcastle upon Tyne, Regne Unit: Abhisit Vejjajiva, polític tailandès, líder del Partit Demòcrata (Phak Prachathipat) i primer ministre del país des de 2008.
- 26 d'agost, Sliema, Malta: Daphne Caruana Galizia, periodista i blogger maltesa assassinada (m. 2017).[45]
- 2 de setembre, Beirut, Líban: Keanu Reeves, actor anglocanadenc.
- 7 de setembre, Salamanca: María Fernanda Espinosa, diplomàtica i poeta equatoriana; Presidenta de l'Assemblea de l'ONU.[46]
- 26 de setembre, Moscou: Andrei Babitski, periodista rus.
- 20 d'octubre, Oakland, Califòrnia: Kamala Harris, advocada i política pel Partit Demòcrata.[47]
- 31 d'octubre, Tskhinvali, Geòrgia: Eduard Kokoiti, polític osset, 2n president d'Ossètia del Sud.
- 3 de novembre: Milly D'Abbraccio, actriu porno.
- 14 de novembre, Ciutat de Mèxic: Raúl Araiza Herrera, actor.
- 16 de novembre, Roma, Itàlia: Luciano Floridi, filòsof i lògic italià.
- 20 de desembre, Ciutat de Mèxic: Gabriela Ortiz, compositora i professora mexicana.
- Madrid: Mateo Maté, artista.
- Fuyang: Mai Jia, escriptor i periodista xinès.
- Wuhan, província de Hubei : Zēng Fànzhì, artista contemporani.
- Puertollano: María Dueñas Vinuesa, escriptora.
- 29 de desembre - Long Island: Michael Cudlitz, actor estatunidenc.

## Necrològiques
Països Catalans
- 2 de gener, Barcelona: Pius Font i Quer, botànic, farmacèutic i químic català (75 anys).
- 5 de febrer, Barcelona: Ramona –o Ramoncita– Rovira, cupletista al Paral·lel, una de les primeres figures de la seva època (n. 1902).
- 16 de febrer, Petròpolis, Brasil): Emili Mira i López, psicòleg català.
- 17 de febrer, Tolosa de Llenguadoc: Maria Baldó i Massanet, mestra, feminista, folklorista i política liberal, primera directora de l'escola La Farigola (n. 1884).[48]
- 3 de març, Barcelona: Antoni Pérez i Moya, músic.
- 12 d'abril, Barcelona: Gaziel, pseudònim d'Agustí Calvet i Pascual, escriptor i periodista català (n. 1887).[49]
- 18 d'abril, Sabadell, Vallès Occidental: Ramon Balcells i Basomba, metge sabadellenc.
- 1 de maig, Barcelona: Cristòfor Taltabull i Balaguer fou un pedagog musical i compositor català (n. 1888).[50]
- 4 de juny, Solsona: Dolors Fàbrega Costa, la Caputxina, empresària catalana (n. 1888).[51]
- 2 de novembre, Barcelona: Emília Baró, actriu teatral catalana de llarga trajectòria professional (n. 1884).[52]

- 17 de desembre, Barcelona: Rosa Hernáez i Esquirol, ballarina clàssica, cantant de sarsuela i actriu (n. 1887).[53]
- 25 de desembre, Olot: Joaquim Claret, escultor nascut a Camprodon el 1879.
- Barcelona: Esteve Puig i Pascual, fotògraf
- Valls: Maria Ferrés i Puig, dibuixant, aquarel·lista i gravadora catalana (n. 1874).[54]

Resta del món
- 29 de gener, Palm Springs, Califòrnia (EUA): Alan Ladd, actor estatunidenc (n. 1913).[55]

- 1 de febrer, Nàpols (Itàlia): Antonio Aliotta, filòsof italià (n. 1881).
- 9 de març, Madrid (Espanya): José Capuz Mamano, escultor valencià (n. 1884).
- 12 de març, Ciutat de Mèxic, Luisa Carnés, escriptora i periodista espanyola de la Generació del 27, exiliada.[56]
- 5 d'abril, Washington D.C. (EUA): Douglas MacArthur, militar estatunidenc conegut sobretot per dirigir la Guerra del Pacífic contra l'Imperi Japonès (n. 1880).[57]
- 9 d'abril, Kırıkhan, Turquia: Nuriye Ulviye Civelek, defensora dels drets de les dones turques i otomanes (n. 1893).
- 14 d'abril, Silver Spring, EUA: Rachel Carson, biòloga marina i ecòloga nord-americana (n. 1907).[58]
- 15 d'abril, Ottawa (Canadà)ː Alice Wilson, primera geòloga canadenca i paleontòloga (n. 1881).[59]
- 24 d'abril, Burgberg (Alemanya): Gerhard Johannes Paul Domagk, patòleg i bacteriòleg alemany, Premi Nobel de Medicina o Fisiologia de 1939 (n. 1895).[60]
- 25 d'abril, Bonn: Wera Meyer-Waldeck, arquitecta alemanya, alumna de la Bauhaus.[61]
- 26 d'abril, Anglaterraː Lucy Wills, hematòloga anglesa que descobrí l'àcid fòlic.[62]
- 2 de maig, Lincolnshire, Anglaterra: Nancy Astor, política britànica, primera dona a ocupar un escó en la Cambra dels Comuns del Parlament Britànic (n. 1879).[63]
- 9 de maig, Hollywood: Naomi Childers, actriu estatunidenca de cinema mut (n.1892).[64]
- 12 de maig, Ciutat de Mèxic: Luisa Carnés, escriptora i periodista espanyola de la Generació del 27, exiliada a Mèxic.[65]
- 21 de maig, Göttingen (Alemanya): James Franck, físic i químic alemany, Premi Nobel de Física de 1925 (n. 1882).[66]
- 27 de maig, Nova Delhi (Índia): Jawaharlal Nehru, un dels líders principals del moviment d'independència de l'Índia els anys 1930 i 40, primer ministre de l'Índia des de la independència el 15 d'agost de 1947 fins a la seva mort (n. 1889).[57]
- 3 de juny, Hèlsinki (Finlàndia): Frans Eemil Sillanpää, escriptor finlandès, Premi Nobel de Literatura el 1939 (75 anys).[67]
- 18 de juny, Bolonya (Itàlia): Giorgio Morandi, pintor italià (n. 1890).[68]
- 25 de juny, Utrech (Països Baixos): Gerrit Rietveld, arquitecte i dissenyador neerlandès (n. 1888).[68]
- 3 de juliol, Londres, Regne Unit: Gertrud Bing, historiadora de l'art, acadèmica, bibliotecària i directora del Warburg Institute (n.1892).
- 11 juliol, Mar Negra: Maurice Thorez, polític francès, secretari general del Partit Comunista Francès entre 1930 i 1964 (n. 1900).[69]
- 21 de juliol, Châtenay-Malabry (França): Jean Fautrier, pintor i escultor francès. Fou un dels més importants representants del taquisme, tendència dins de l'Art informel (n. 1898).[70]
- 3 d'agost, Milledgeville: Flannery O'Connor, escriptora i assagista nord-americana (n. 1925).[71]
- 12 d'agost, Londres (Regne Unit): Ian Lancaster Fleming, actor i novel·lista britànic (56 anys).[72]
- 27 d'agost, Florencio Varela (Argentina): Félix Scolati compositor, director d'orquestra i folklorista italià instal·lat a l'Argentina.
- 5 de setembre, Moscou: Elizabeth Gurley Flynn, periodista, escriptora, sindicalista, activista i comunista nord-americana (n. 1890).[73]
- 17 de setembre, Londres (Anglaterra): Clive Bell, crític d'art anglès.(n. 1881).[74]
- 6 de novembre, Estocolm (Suècia): Hans von Euler-Chelpin, bioquímic suec, Premi Nobel de Química de 1929 (n. 1873).
- 19 de novembre, Palència: Margarita Ferreras, escriptora i poeta de la Generació del 27 (n. 1900).[75]
- 20 de novembre - París: Sophie Fillières, Guionista i director francès (m. 2023).
- 23 de novembre, Nova York (EUA): Harpo Marx, actor i comediant estatunidenc (n. 1888).
- 3 de desembre, Madrid: Elisa Soriano Fisher, oftalmòloga i mestra espanyola, figura destacada del feminisme associatiu (n. 1891).[76]
- 9 de desembre, Londres: Edith Sitwell, poeta modernista anglesa molt influent (n. 1887).[77]
- 11 de desembre, 
  - Nova York: Alma Mahler, pianista, compositora i pintora vienesa (n. 1879).[78]
  - Los Angeles (EUA): Sam Cooke, cantant i emprenedor estatunidenc (33 anys).
- 17 de desembre, Mount Vernon (Nova York) (EUA): Victor Franz Hess, físic austríac. Premi Nobel de Física pel descobriment de la radiació còsmica l'any 1936.